# Pontaster tenuispinus
Pontaster tenuispinus is een zeester uit de familie Benthopectinidae.
De wetenschappelijke naam van de soort werd in 1846 gepubliceerd door Magnus Wilhelm von Düben & Johan Koren.